# Legia Ukraińskich Nacjonalistów
Legia Ukraińskich Nacjonalistów (LUN) – ukraińska emigracyjna organizacja polityczna, utworzona w Czechosłowacji, w listopadzie 1925. 
Tworzyli ją głównie emigranci z Naddnieprza. W jej skład weszły trzy ugrupowania:
- Ukraińskie Zjednoczenie Narodowe (UNO) – przewodniczący Mykoła Sciborski
- Związek Wyzwolenia Ukrainy (SWU) – przewodniczący Jurij Kollard
- Związek Faszystów Ukraińskich (SUF) – przewodniczący Łeonid Kostariw, Petro Kożewnikow

Główni działacze to: Mykoła Ściborski (przewodniczący), Jewhen Małaniuk, Łeonyd Mosendz, D. Demczuk, M. Sełeszko. LUN wydawała czasopismo „Derżawna Nacija”.
W 1929 Legia weszła w skład OUN.